# Perrot de Neele
Perrot de Neele (fl. seconda metà del XIII secolo) è stato un troviero e letterato artesiano.
Ha composto quattro jeux partis in collaborazione con Jehan Bretel (morto nel 1272): "Amis Peron de Neele", "Jehan Bretel, respondés", "Pierrot de Neele, amis" e "Pierrot, li ques vaut pis a fin amant". Perrot compose inoltre una canzone in lode della Vergine Maria, "Douce vierge, röine nete et pure", con una melodia nella forma bar. In più, sopravvivono nel manoscritto B.N. fr. 375 una collezione di componimenti narrativi (o "opere letterarie classiche") intitolata Sommaires en vers de poèmes e compilata da Perrot, il quale identifica sé stesso in un colofone alla fine dell'opera:
Tale manoscritto talvolta è stato datato al 1288 a causa di un colofone dedicato alla copia del Roman de Troie che lo contiene. Questa copia venne finita nel 1288 da Jehan Madot. Il manoscritto è opera di almeno cinque scribi, dato che cinque mani diverse sono state identificate nei testi. Probabilmente venne assemblato all'inizio del XIV secolo. Il Sommaire di Perrot serve da indice all'intero codice, riassumendo in versi i romanzi narrativi in esso contenuti. Si è suggerito che Perrot possa essere stato il compilatore del manoscritto, se non addirittura uno dei suoi scribi. Potrebbe inoltre essere l'autore del fabliau, La vielle Truande, che lui chiama De le Viellete nel suo indice.